# Ataques a Zhytomyr em 2022
Os ataques de Zhytomyr em 2022 foram ataques ao aeroporto civil de Zhytomyr que ocorreram em 27 de fevereiro de 2022 como parte da invasão russa da Ucrânia em 2022, com ataques à própria cidade em março. O aeroporto está situado a cerca 150 km (93 mi) da capital da Ucrânia, Kiev, perto da cidade de Zhytomyr, Zhytomyr Oblast . Foi relatado que as forças armadas russas usaram sistemas de mísseis 9K720 Iskander que estavam localizados na Bielorrússia.

## Cronologia
- Em 1º de março, no final da noite, tropas russas atingiram um setor residencial da cidade. Cerca de 10 edifícios residenciais na rua Shukhevych e o hospital da cidade foram danificados. Algumas bombas foram lançadas sobre a cidade. Como resultado, pelo menos dois civis ucranianos foram mortos e três ficaram feridos.[3]

- Em 2 de março, bombas atingiram o centro perinatal regional e algumas casas particulares. Não ficaram claros os números de baixas neste ataque.[4]

- Em 4 de março, foguetes atingiram a 25ª escola de Zhytomyr, destruindo metade da escola.[5] À noite, a "Planta Blindada de Ozerne e Zhytomyr" foi atacada; duas pessoas ficaram feridas.[6]

- Em 8 de março, em um ataque aéreo, um dormitório foi atingido e a fábrica da Isovat foi danificada.[7]

- Em 9 de março, os arredores da cidade (distrito de Ozerne) foram atacados.[8]